# Blanc de noirs

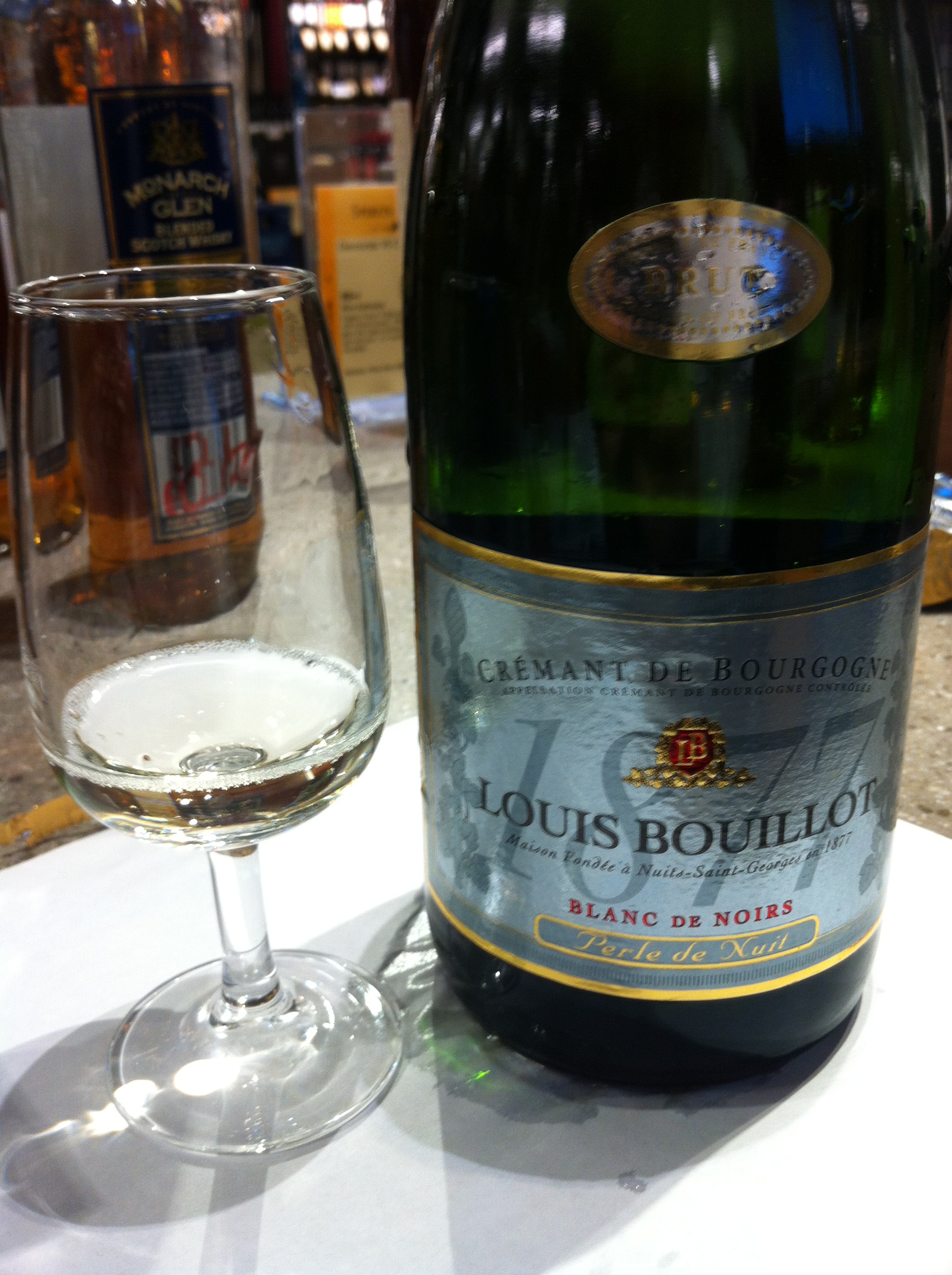
Crémant de Bourgogne blanc de noirs issu des cépages pinot noir et gamay.

Le blanc de noirs est un vin blanc produit avec des raisins rouges ou noirs, à jus blanc,. 
Les champagnes utilisent cette dénomination pour les vins issus exclusivement des cépages pinot noir ou pinot meunier ou les deux en assemblage. Ils sont caractérisés par la force du premier et/ou le fruité du second. Parmi les « blancs de noirs » mono-cépages, il est bien plus fréquent de trouver un 100 % pinot noir qu'un 100 % meunier. Ces vins connaissent moins de succès que les assemblages traditionnels, c'est encore plus vrai avec le 100 % meunier, cépage qui fut longtemps majoritaire en Champagne.
Mais on parle aussi de blanc de noirs pour toute sorte de vins, des mousseux comme le crémant de Bourgogne et le crémant d'Alsace ou des vins tranquilles.
Le terme opposé au blanc de noirs est le blanc de blancs : un vin blanc produit avec du raisin blanc. En appellation AOC Champagne, c'est un vin issu du seul cépage blanc, le chardonnay.